# Kiczuga
Kiczuga (ros. Кичуга) – osiedle w Rosji, w rejonie wielikoustidzkim obwodu wołogodzkiego. W 2010 r. liczyło 32 mieszkańców.